# Barnham Broom
Barnham Broom est une paroisse civile et un village du Norfolk, en Angleterre.